# Алтона (тауншип, Миннесота)
Алтона (англ. Altona) — тауншип в округе Пайпстон, Миннесота, США. На 2000 год его население составило 192 человека.

## География
По данным Бюро переписи населения США площадь тауншипа составляет 111,5 км², из которых 111,5 км² занимает суша, водоёмов нет.

## Демография
По данным переписи населения 2000 года здесь находились 192 человека, 63 домохозяйства и 51 семья.  Плотность населения —  1,7 чел./км².  На территории тауншипа расположено 69 построек со средней плотностью 0,6 построек на один квадратный километр. Расовый состав населения: 100,00 % белых.
Из 63 домохозяйств в 47,6 % воспитывались дети до 18 лет, в 74,6 % проживали супружеские пары, в 3,2 % проживали незамужние женщины и в 19,0 % домохозяйств проживали несемейные люди. 19,0 % домохозяйств состояли из одного человека, при том 9,5 % -  из одиноких пожилых людей старше 65 лет. Средний размер домохозяйства — 3,05, а семьи — 3,53 человека.
36,5 % населения — младше 18 лет, 6,3 % — в возрасте от 18 до 24 лет, 24,5 % — от 25 до 44, 20,3 % — от 45 до 64, и 12,5 % — старше 65 лет. Средний возраст — 33 года. На каждые 100 женщин приходилось 97,9 мужчин.  На каждые 100 женщин старше 18 приходилось 106,8 мужчин.
Средний годовой доход домохозяйства составлял 26 250 долларов, а средний годовой доход семьи —  30 833 доллара. Средний доход мужчин —  23 125  долларов, в то время как у женщин — 18 750. Доход на душу населения составил 12 140 долларов. За чертой бедности находились 8,3 % семей и 13,6 % всего населения тауншипа, из которых 22,4 % младше 18 и 9,5 % старше 65 лет.